# معتمدية المدينة الجديدة
معتمدية المدينة الجديدة إحدى معتمديات الجمهورية التونسية، تابعة لولاية بن عروس.